# Bussy-le-Repos (Yonne)
Bussy-le-Repos es una localidad y comuna francesa situada en la región de Borgoña, departamento de Yonne, en el distrito de Sens y cantón de Villeneuve-sur-Yonne.

## Demografía
| 558 | 522 | 463 | 511 | 569 | 523 | 624 | 688 | 668 | 654 | 654 | 617 | 614 | 602 | 563 | 540 | 516 | 541 | 482 | 440 | 419 | 399 | 362 | 352 | 386 | 351 | 317 | 272 | 242 | 243 | 278 | 313 | 359 |
| Para los censos de 1962 a 1999 la población legal corresponde a la población sin duplicidades (Fuente: INSEE [Consultar]) |     |     |     |     |     |     |     |     |     |     |     |     |     |     |     |     |     |     |     |     |     |     |     |     |     |     |     |     |     |     |     |     |

## Personas relacionadas
- Gaëtan de Rosnay, pintor, falleció en Bussy.